# Josef Mladý
Josef Mladý (2. února 1955 Ústí nad Labem – 6. května 2018 Praha) byl český herec a bavič. Vystupoval ve dvojici s Josefem Aloisem Náhlovským.

## Život
Spolupracoval s country kapelou Fešáci. V 80. letech 20. století začal vystupovat ve dvojici s Josefem Aloisem Náhlovským v zábavných programech a televizních pořadech. Věnoval se také podnikání, byl majitelem umělecké agentury. Věnoval se létání s ultralehkými letadly a vrtulníky. V roce 2018 zemřel po dlouhé nemoci.